# Bromiet
Het bromiet-ion is een oxoanion van broom, met als brutoformule BrO2−.
Bromieten zijn de zouten en esters afkomstig van waterstofbromiet of bromigzuur (HBrO2). Broom bevindt zich in deze verbindingen in oxidatietoestand +III. Zowel de kristallijne vorm als de waterige oplossing van bromieten zijn typisch geel tot oranje.

## Synthese
Bromieten kunnen wordt bereid door een conproportionering van een bromaat en een bromide:
{\displaystyle {\ce {2BrO3- + Br- -> 3BrO2-}}}
Ze kunnen ook gevormd worden door de oxidatie van een hypobromiet met een hypochloriet in alkalisch milieu:
{\displaystyle {\ce {BrO- + ClO- -> BrO2- + Cl-}}}

## Toepassingen
Bromieten kennen weinig toepassingen. Ze kunnen gebruikt worden voor de reductie van permanganaten tot manganaten:
{\displaystyle {\ce {2MnO4- + BrO2- + OH- -> 2MnO4- + BrO3- + H2O}}}